# Magdalensberg (település)
Magdalensberg (szlovénül Štalenska gora) osztrák mezőváros Karintia Klagenfurtvidéki járásában. 2016 januárjában 3321 lakosa volt.

## Elhelyezkedése

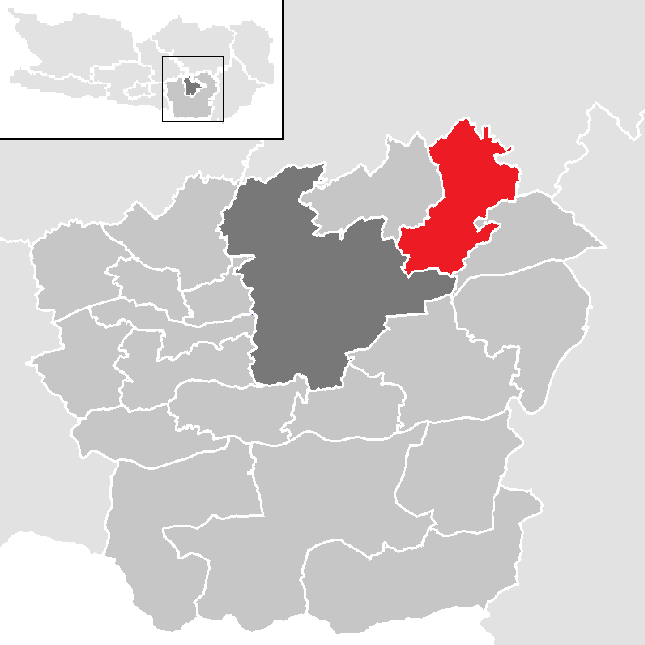
Magdalensberg a Klagenfurtvidéki járásban

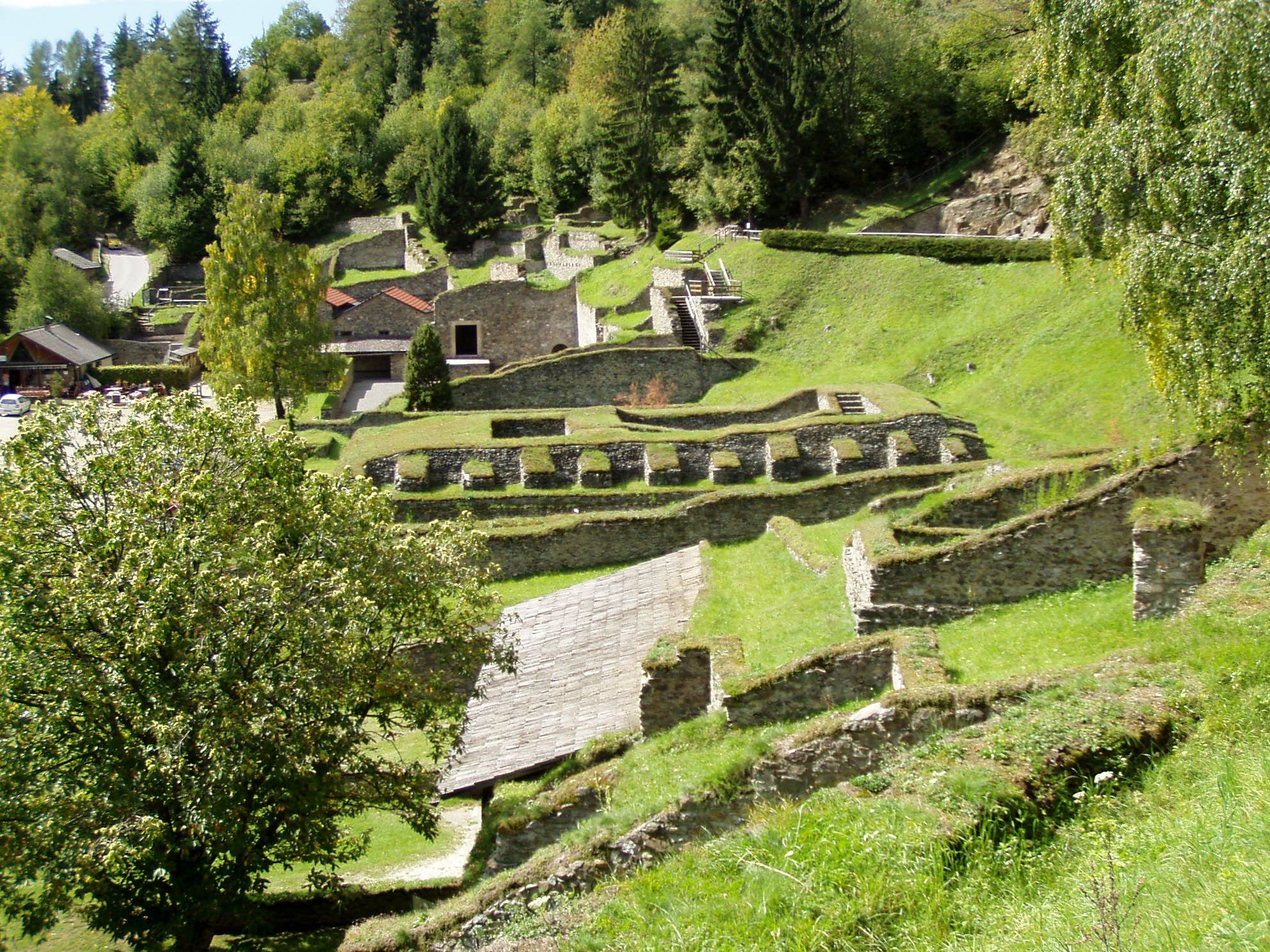
A régészeti park

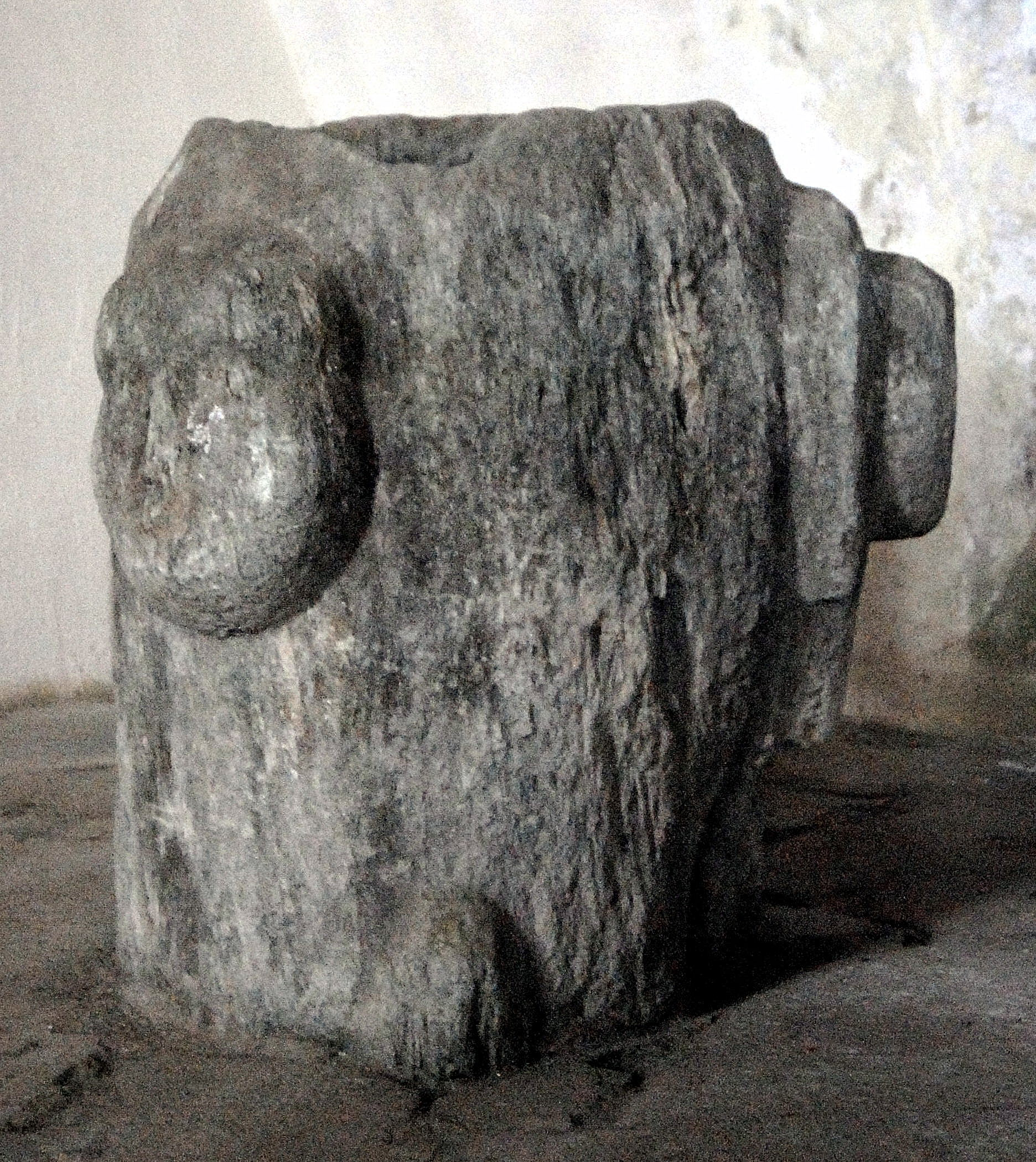
A Szt. Ilona-templomban látható háromfejű oltárkő

Magdalensberg Karintia keleti részén fekszik, a Klagenfurti-medencében, a Gurk (a Dráva mellékfolyója) alsó folyásánál, az 1059 m magas Magdalensberg hegy lábánál. Az önkormányzat 40 falut és egyéb településrészt fog össze: Christofberg (1 lakos), Deinsdorf (108), Dürnfeld (37), Eibelhof (3), Eixendorf (149), Farchern (29), Freudenberg (96), Gammersdorf (37), Geiersdorf (58), Göriach (69), Gottesbichl (48), Großgörtschach (40), Gundersdorf (68), Haag (128), Hollern (21), Kleingörtschach (10), Kreuzbichl (11), Kronabeth (30), Lassendorf (324), Latschach (63), Leibnitz (18), Magdalensberg (93), Matzendorf (43), Ottmanach (181), Pirk (29), Pischeldorf (453), Portendorf (10), Reigersdorf (72), Sankt Lorenzen (55), Sankt Martin (8), Sankt Thomas (284), Schöpfendorf (16), Sillebrücke (42), Stuttern (9), Timenitz (276), Treffelsdorf (88), Vellach (12), Wutschein (231), Zeiselberg (73), Zinsdorf (14).
A környező települések: keletre Poggersdorf, délnyugatra Klagenfurt, nyugatra Maria Saal, északnyugatra Sankt Veit an der Glan, északra Sankt Georgen am Längsee, északkeletre Brückl.  	

## Története
A város a Magdalensberg hegyéről kapta a nevét, amelyen az ókorban Virunum városa helyezkedett el, Noricum kelta királyság, majd római provincia központja. A Magdalensberg ma Ausztria legnagyobb régészeti ásatási helye. 1502-ben itt találták a magdalensbergi ifjút, az ókori római szobrászművészet kiemelkedő alkotását. Az eredeti kelta erődített oppidum a hegy tetején helyezkedett el, a római város pedig a hegy tövébe, sík területre telepedett.
A szláv karantánok betelepülése után a hegyen pogány kultuszhely működött, erről árulkodik az a feltételezett oltárkő, amelyen a három fej a szlávok egyik istenére, a háromfejű Triglavra utal. A karantán állam központja is a közeli Karnburgban (ma Maria Saal része) helyezkedett el. A pogány fejedelmet megválasztó szláv nemesek (szlovénül kosezi, németül Edlinger) a környező falvakban a keresztény térítés után, egészen a 15. század végéig megtartották kivételezett helyzetüket.
A második világháború idején a nemzetiszocialista kormányzat 1942 áprilisában kitelepítette Sankt Thomas szlovén lakosait.
Magdalensberg önkormányzata az 1973-as közigazgatási reform során jött létre az 1850 óta önálló Ottmanach és Sankt Thomas am Zeiselsberg községek egybeolvasztásával. 2013-ban megkapta a mezővárosi státuszt.

## Lakossága
A magdalensbergi önkormányzat területén 2016 januárjában 3321 fő élt, ami jelentős növekedést jelent a 2001-es 2980 lakoshoz képest. Akkor a helybeliek 96,1%-a volt osztrák állampolgár. 84,6% római katolikusnak, 4,3% evangélikusnak, 8,7% pedig felekezet nélkülinek vallotta magát.

## Látnivalók
- a magdalensbergi régészeti park
- a schöpfendorfi Eiblhof-kastély
- Freudenberg kastélya
- Gundersdorf kastélya
- Ottmanach kastélya

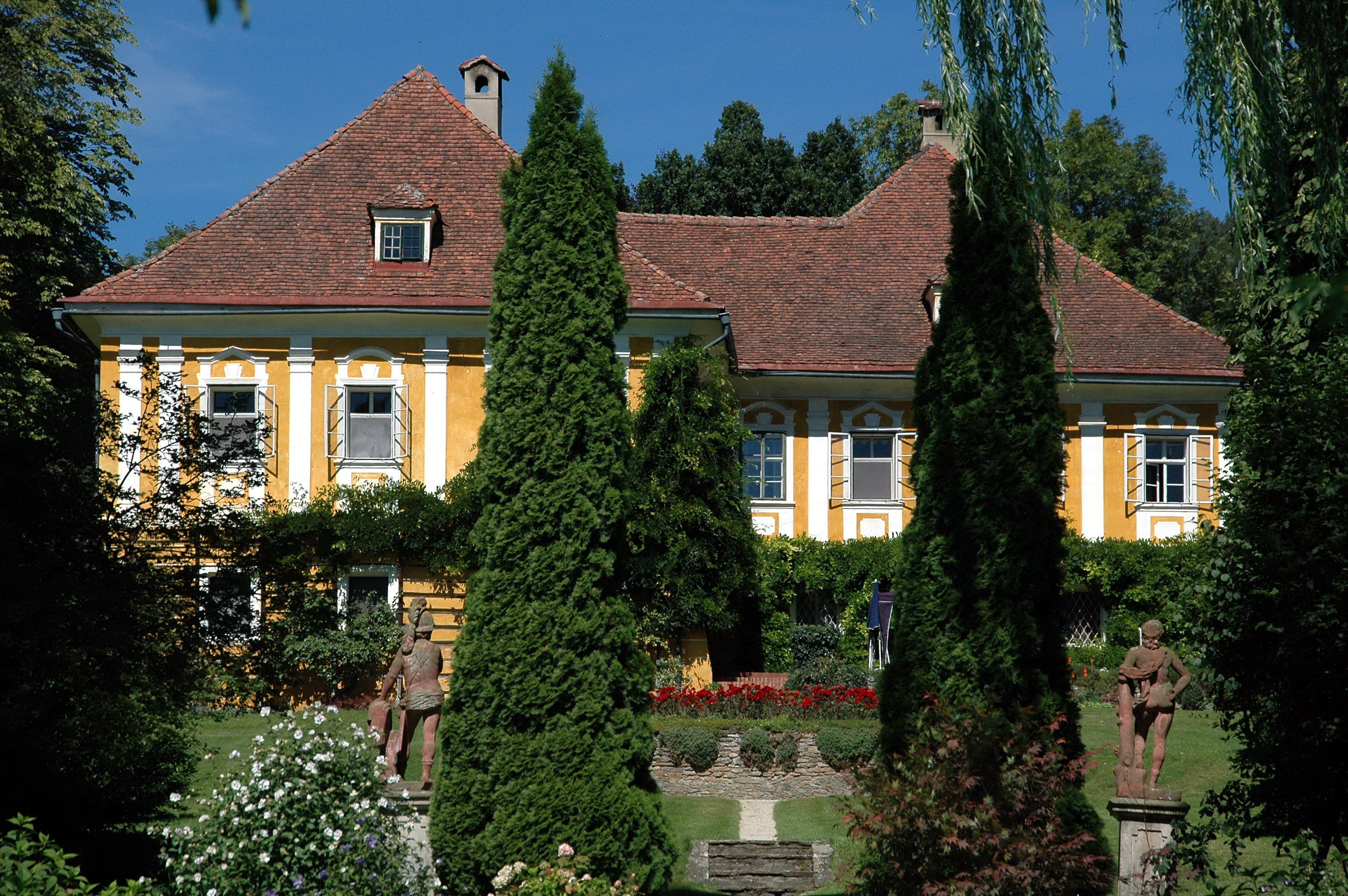
Az ottmanachi kastély

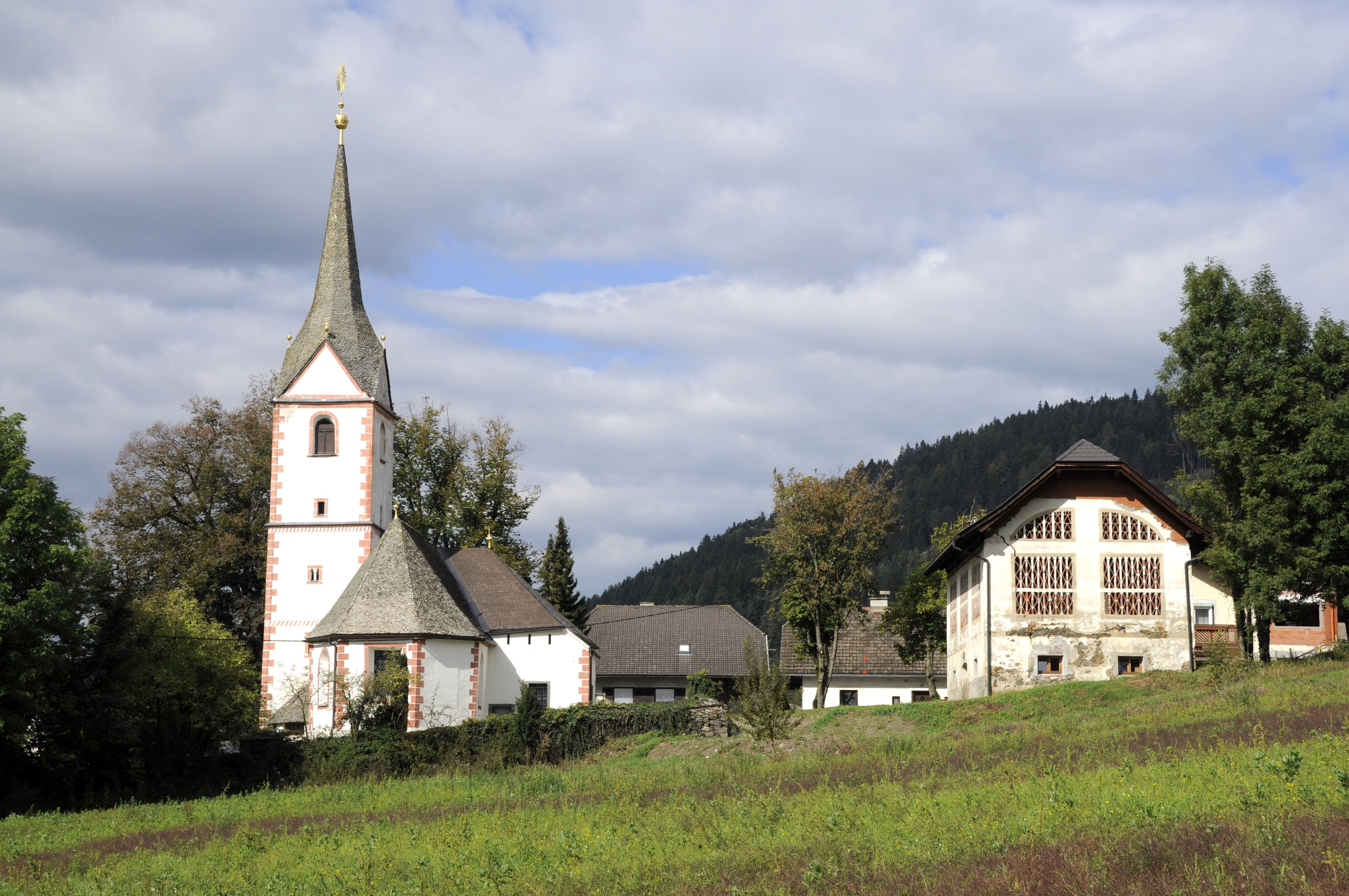
Ottmanach Szt. Margit-temploma

- a felrobbant és lebontott portendorfi kastély kápolnája
- Timenitz várának romjai
- Zeiselberg várának romjai
- a Szt. Ilona és Mária Magdolna-templom (a Magdalensberg tetején)
- Wutschein  Szt. András-temploma
- Sankt Lorenzen Szt. Lőrinc-temploma
- Freudenberg Szt. Márton-temploma
- Ottmanach Szt. Margit-temploma

## Híres magdalensbergiek
- Udo Jürgens (1934–2014) zeneszerző, énekes az ottmanachi kastélyban nőtt fel

## Fordítás
- Ez a szócikk részben vagy egészben  a   Magdalensberg (Gemeinde) című német Wikipédia-szócikk ezen változatának fordításán alapul.  Az eredeti cikk szerkesztőit annak laptörténete sorolja fel. Ez a jelzés csupán a megfogalmazás eredetét és a szerzői jogokat jelzi, nem szolgál a cikkben szereplő információk forrásmegjelöléseként.